# Aaron Jones
Aaron LaRae Jones (geboren am 2. Dezember 1994 in Savannah, Georgia) ist ein US-amerikanischer American-Football-Spieler auf der Position des Runningbacks. Er spielte College Football für die University of Texas at El Paso und stand sieben Jahre lang bei den Green Bay Packers in der National Football League (NFL) unter Vertrag. Seit 2024 spielt Jones für die Minnesota Vikings.

## Frühe Jahre und College
Im Alter von zwei Jahren kam Jones mit seinen Eltern und Geschwistern nach Deutschland und verbrachte drei Jahre in Heidelberg. Von 2013 bis 2016 spielte Jones Football am College. Er besuchte die University of Texas at El Paso und spielte dort für die UTEP Miners in der NCAA Division I FBS. In seinem dritten Jahr am College konnte er verletzungsbedingt nur zwei Spiele bestreiten. Jones ist der Rekordhalter für die meisten erlaufenen Yards an seinem College.
Insgesamt kam er in den vier Jahren auf 658 Laufversuche bei 4.114 Yards Raumgewinn sowie 33 erlaufenen Touchdowns. Zudem fing er 71 Pässe für 646 Yards und 7 Touchdowns.

## NFL
Jones wurde im NFL Draft 2017 an 182. Stelle in der 5. Runde von den Green Bay Packers ausgewählt.
Jones war als dritter Runningback der Packers gelistet, als er am 4. Spieltag seiner Rookiesaison wegen Verletzungen von Ty Montgomery und Jamaal Williams gegen den Divisionsrivalen Chicago Bears zum Einsatz kam. Dabei erzielte er mit einem Lauf über drei Yards seinen ersten Touchdown in der NFL. Bei 13 Läufen gelangen ihm 49 Yards Raumgewinn. Wegen Fahrens unter Einfluss psychoaktiver Substanzen wurde Jones für die ersten beiden Spiele der Saison 2018 gesperrt.
In seinen ersten beiden Jahren bei den Packers erzielte Jones jeweils 5,5 Yards Raumgewinn pro Lauf, womit er sich vor Jamaal Williams als stärkster Runningback der Packers etablieren konnte.
Im fünften Saisonspiel 2019 bei den Dallas Cowboys, das die Packers mit 34:24 gewannen, erzielte Jones alle vier Touchdowns seines Teams. Für seine Leistung wurde er als NFC Offensive Player of the Week ausgezeichnet, ebenso in Woche 8, als er beim Sieg gegen die Kansas City Chiefs zwei Touchdownpässe fing und insgesamt 226 Yards Raumgewinn erzielte, davon 67 Yards im Laufspiel und 159 im Passspiel. Insgesamt erlief Jones in der Regular Season 16 Touchdowns, womit er zusammen mit Derrick Henry die Liga in dieser Statistik anführte.
Beim Sieg über die Detroit Lions am 2. Spieltag der Spielzeit 2020 konnte Jones 168 Rushing-Yards verbuchen und stellte damit einen neuen persönlichen Bestwert auf. Mit 1104 Yards Raumgewinn im Laufspiel war er 2020 der viertbeste Runningback in dieser Statistik, dabei erzielte er neun Touchdowns. Er wurde erstmals in den Pro Bowl gewählt.
Im März 2021 einigte sich Jones mit den Packers auf einen Vierjahresvertrag über 48 Millionen Dollar. In der Saison 2021 verlor er Spielanteile an A. J. Dillon, der mit 803 Yards knapp mehr Yards erlief als Jones (799 Yards). In der Saison 2022 stellte Jones hingegen mit 1121 erlaufenen Yards und 395 Yards Raumgewinn im Passspiel neue Karrierebestwerte auf.
Vor der Saison 2023 einigte Jones sich mit den Packers auf einen um fünf Millionen US-Dollar gekürzten Vertrag. Mit 142 Läufen für 656 Yards und zwei Touchdowns spielte er seine bis dahin am wenigsten erfolgreiche Saison. Er verpasste sechs Spiele verletzungsbedingt und verzeichnete über die Hälfte seiner erlaufenen Yards erst in den letzten drei Spielen. Am 11. März 2024 wurde Jones von den Packers nach sieben Spielzeiten entlassen. Kurz vor seiner Entlassung war bekannt geworden, dass die Packers sich mit Josh Jacobs als Jones’ Nachfolger auf einen Vierjahresvertrag geeinigt hatten. Jones bestritt 97 Spiele der Regular Season für Green Bay, davon 85 als Starter, darüber hinaus sieben Play-off-Spiele. Er erlief mit insgesamt 5940 Yards die bis dahin drittmeisten Yards in der Geschichte der Packers.
Einen Tag nach seiner Entlassung bei den Packers nahm Green Bays Divisionskonkurrent Minnesota Vikings Jones unter Vertrag. Dort war er nach dem Abgang von Alexander Mattison in der Saison 2024 klarer Nummer-eins-Runningback der Vikings und erzielte mit 1138 erlaufenen Yards einen neuen Karrierebestwert. Zudem spielte Jones auch im Passspiel eine signifikante Rolle und erzielte dabei 408 Yards Raumgewinn. Insgesamt gelangen ihm sieben Touchdowns. Am 9. März 2025 einigte sich Jones mit den Vikings auf eine Vertragsverlängerung um zwei Jahre im Wert von 20 Millionen US-Dollar.

### NFL-Statistiken
| Saison                             | Team  | Spiele | Spiele | Rushing | Rushing | Rushing | Rushing | Rushing | Receiving | Receiving | Receiving | Receiving | Receiving | Fumbles | Fumbles |
| Saison                             | Team  | GP     | GS     | Att     | Yds     | Avg     | Lng     | TD      | Rec       | Yds       | Avg       | Lng       | TD        | Fum     | Lost    |
| ---------------------------------- | ----- | ------ | ------ | ------- | ------- | ------- | ------- | ------- | --------- | --------- | --------- | --------- | --------- | ------- | ------- |
| 2017                               | GB    | 12     | 4      | 81      | 448     | 5,5     | 46      | 4       | 9         | 22        | 2,4       | 9         | 0         | 0       | 0       |
| 2018                               | GB    | 12     | 8      | 133     | 728     | 5,5     | 67      | 8       | 26        | 206       | 7,9       | 24        | 1         | 1       | 1       |
| 2019                               | GB    | 16     | 16     | 236     | 1084    | 4,6     | 56      | 16      | 49        | 474       | 9,7       | 67        | 3         | 3       | 2       |
| 2020                               | GB    | 14     | 14     | 201     | 1104    | 5,5     | 77      | 9       | 47        | 355       | 7,6       | 30        | 2         | 2       | 0       |
| 2021                               | GB    | 15     | 15     | 171     | 799     | 4,7     | 57      | 4       | 52        | 391       | 7,5       | 26        | 6         | 2       | 1       |
| 2022                               | GB    | 17     | 17     | 213     | 1121    | 5,3     | 36      | 2       | 59        | 395       | 6,7       | 30        | 5         | 5       | 3       |
| 2023                               | GB    | 11     | 11     | 142     | 656     | 4,6     | 39      | 2       | 30        | 233       | 7,8       | 51        | 1         | 2       | 1       |
| 2024                               | MIN   | 17     | 17     | 255     | 1138    | 4,5     | 77      | 5       | 51        | 408       | 8,0       | 25        | 2         | 5       | 3       |
| Total                              | Total | 114    | 102    | 1432    | 7078    | 4,9     | 77      | 50      | 323       | 2484      | 7,7       | 67        | 20        | 20      | 11      |
| Quelle: pro-football-reference.com |       |        |        |         |         |         |         |         |           |           |           |           |           |         |         |